# Easy Star All-Stars
Easy Star All-Stars ist ein jamaikanisches Reggae-Kollektiv, das von Michael Goldwasser, Eric Smith, Lem Oppenheimer und Remy Gerstein vom New Yorker Label Easy Star Records ins Leben gerufen wurde.

## Geschichte
Ursprünglich wurde die Formation als Studioband des 1997 gegründeten Musiklabels gegründet und begleitete zahlreiche Künstler bei ihren Aufnahmen. Mit Eigenproduktionen und Coverversionen tritt das Kollektiv, unterstützt von mehreren Sängern und Musikern, seit vielen Jahren international auf bekannten Events der Reggae-, Ska- und Rastakultur auf, bereits in über 30 Ländern Nord- und Südamerikas, Afrikas, Australiens, Asiens und Europas.

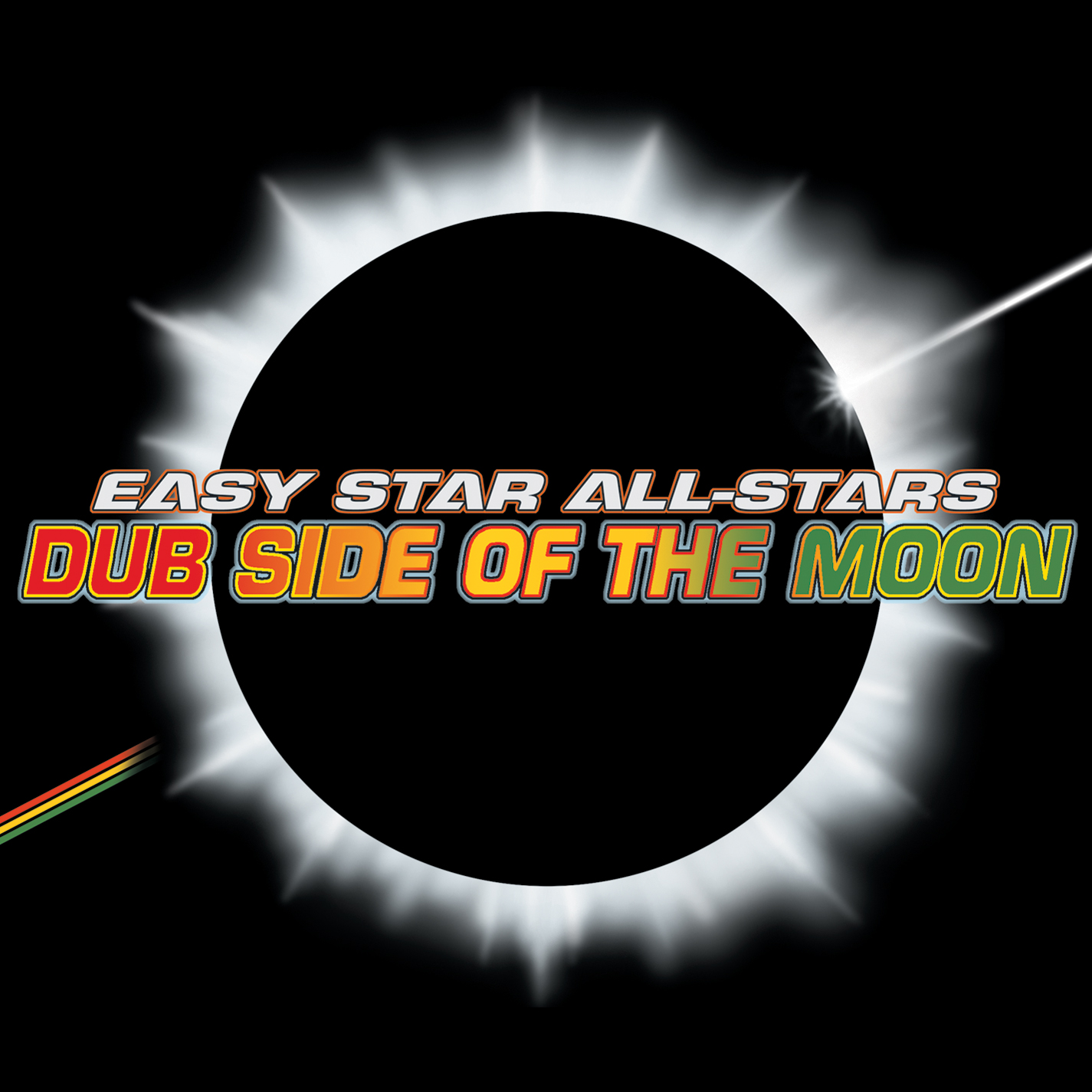
Das Debütalbum (2003) basierend auf dem Pink-Floyd-Album The Dark Side of the Moon

Die Eigenproduktionen der Easy Star All-Stars sind vorwiegend Ummünzungen bekannter Alben namhafter Musiker auf die eigene Reggae- und Dubkultur. So basiert beispielsweise das 2003 erschienene Debütalbum Dub Side of the Moon auf dem Album The Dark Side of the Moon von Pink Floyd. Dem zweiten Album von 2006 lag das Album OK Computer zugrunde, der Titel Radiodread ist ein Wortspiel mit dem zugehörigen Bandnamen der Originalinterpreten Radiohead und Dreads, den typischen Filzlockensträhnen der Rastakultur. Das Album Easy Star's Lonely Hearts Dub Band (2009) basiert auf Sgt. Pepper’s Lonely Hearts Club Band der Beatles.
Die 2008 erschienene EP Until That Day enthält Eigenkompositionen bis auf den letzten Titel Dubbing Up the Walls aus dem Album Radiodread. First Light, erschienen 2011, ist das erste Album mit eigenen Liedern der Formation.

## Diskografie

### Alben
- 2003: Dub Side of the Moon (Easy Star)
- 2006: Radiodread (Easy Star)
- 2009: Easy Star's Lonely Hearts Dub Band (Easy Star)
- 2010: Dubber Side of the Moon (Remix-Album; Easy Star)
- 2011: First Light (Easy Star)
- 2012: Easy Star's Thrillah (Easy Star)

### EPs
- 2008: Until That Day (Easy Star)